# Ehringshausen (Gemünden)
Das Dorf Ehringshausen ist seit dem 31. Dezember 1971 ein Ortsteil der Gemeinde Gemünden (Felda) im mittelhessischen Vogelsbergkreis. Zu Ehringshausen und dessen Gemarkung gehört der bereits 1836 eingemeindete Ort Oberndorf.

## Geographie
Das Straßendorf liegt in Oberhessen am Fuß des Vogelsbergs im Tal der Felda. Am nördlichen Ortsrand verläuft die Bundesautobahn 5, im Dorf treffen sich die Landesstraßen 3071 und 3146.
Innerhalb der Gemarkung Ehringshausen befinden sich zwei Wüstungen, Langenhain und Mehlbach, sowie zwei Hügelgräberanlagen südlich und östlich des nahen Himmenbergs.

## Ortsgeschichte

### Mittelalter
Die Ersterwähnung des Orts erfolgte im Jahr 1244, als der zum Ortsadel gehörende „Wigandus Ruz de Iringshusen“ in einer Urkunde genannt wird. Wie andere Angehörige des Ortsadels in den folgenden Jahren stand er in Beziehung zur Deutschordensballei Hessen. 1263 heißt es: „... bona nostra ... in Yringshausen.“ (Unser Gut in Iringshausen.) In einem Kopiar des 14. Jahrhunderts erscheint, datiert auf das Jahr 1269, ein weiterer Ortsadliger „Luodewicus de Yringshausen“.
Am 22. Februar 1279 wird der Ort in einer Urkunde genannt. In dieser Urkunde wird bestätigt, dass der Ritter Berthold von Ehringshausen („Berthous miles de Yrerngizhusen“) und seine Verwandten dem Deutschen Orden zu Marburg Leibeigene zu Burkendorf verkauft haben. 1303 erscheint ein weiterer Angehöriger des Ortsadels, ein „Henricus de Eringishusen“. Ein Kopiar aus der Zeit von 1400–1425 erwähnt „Eringeshusen“ und „Oberdorf“ für die Zeit um 1300. Um 1300 entsteht als eigenständiger Ortsname „Oberndorf“. Gemeint ist der höher gelegene Ortsteil von Ehringshausen. 1360 lautet der urkundliche Eintrag: „zcuo Aberin Yringish [usen]“, 1361 „... zuo Eringeshusin dem obirsten“. 1587 heißt es in einem Salbuch: „Eringshausen“.
Der Ortsname Ehringshausen lässt sich auf den häufig vorkommenden Rufnamen „Iring“ zurückführen, der aber noch nicht erklärt ist.

### Neuzeit
Die Statistisch-topographisch-historische Beschreibung des Großherzogthums Hessen berichtet 1830 über Ehringshausen:

„Ehringshausen (L. Bez. Kirtorf) evangel. Pfarrdorf; liegt 1 1⁄2 St. von Kirtorf an der Felda, hat 52 Häuser und 303 Einw., die bis auf 1 Juden evangelisch sind. Die Einwohner beschäftigen sich mit der Leineweberei. Der Ort gehörte zum Kirtorfer und Oberofleidener Kirchengebiet, welches wahrscheinlich darin seinen Grund finden mag, daß sich die Einwohner eines zerstörten Orts hier angebaut haben. Im Jahr 1424 wurde Heinrich von Ehringshausen von Graf Johann von Ziegenhain mit dem Kirchsatze belehnt.“

Am 10. September 1836 wurde der um das Jahr 1300 bekannte Ort Oberndorf nach Ehringshausen eingegliedert.
Hessische Gebietsreform (1970–1977)
Zum 31. Dezember 1971 fusionierten im Zuge der Gebietsreform in Hessen die bis dahin selbständigen Gemeinden Burg-Gemünden, Ehringshausen, Elpenrod, Hainbach, Nieder-Gemünden, Otterbach und Rülfenrod freiwillig zur neuen Gemeinde Gemünden. Für alle eingegliederten ehemaligen Gemeinden wurde je ein Ortsbezirk gebildet.

### Verwaltungsgeschichte im Überblick
Die folgende Liste zeigt die Staaten und Verwaltungseinheiten, denen Ehringshausen angehört(e):
- vor 1567: Heiliges Römisches Reich, Landgrafschaft Hessen, Amt Homberg an der Ohm
- ab 1567: Heiliges Römisches Reich, Landgrafschaft Hessen-Marburg, Amt Homberg an der Ohm[20]
- 1604–1648: Heiliges Römisches Reich, strittig zwischen Landgrafschaft Hessen-Darmstadt und Landgrafschaft Hessen-Kassel (Hessenkrieg)
- ab 1604: Heiliges Römisches Reich, Landgrafschaft Hessen-Darmstadt, Oberfürstentum Hessen, Amt Homberg an der Ohm[21]
- ab 1806: Großherzogtum Hessen, Fürstentum Oberhessen, Amt Homberg an der Ohm[22][23]
- ab 1815: Großherzogtum Hessen, Provinz Oberhessen, Amt Homberg an der Ohm[24]
- ab 1821: Großherzogtum Hessen, Provinz Oberhessen, Landratsbezirk Kirtorf[25][Anm. 2]
- ab 1832: Großherzogtum Hessen, Provinz Oberhessen, Kreis Alsfeld
- ab 1848: Großherzogtum Hessen, Regierungsbezirk Alsfeld
- ab 1852: Großherzogtum Hessen, Provinz Oberhessen, Kreis Alsfeld
- ab 1867: Norddeutscher Bund, Großherzogtum Hessen, Provinz Oberhessen, Kreis Alsfeld
- ab 1871: Deutsches Reich, Großherzogtum Hessen, Provinz Oberhessen, Kreis Alsfeld
- ab 1918: Deutsches Reich, Volksstaat Hessen, Provinz Oberhessen, Kreis Alsfeld
- ab 1938: Deutsches Reich, Volksstaat Hessen, Landkreis Alsfeld
- ab 1945: Deutsches Reich, Amerikanische Besatzungszone, Groß-Hessen, Regierungsbezirk Darmstadt, Landkreis Alsfeld
- ab 1946: Deutsches Reich, Amerikanische Besatzungszone, Hessen, Regierungsbezirk Darmstadt, Landkreis Alsfeld
- ab 1949: Bundesrepublik Deutschland, Hessen, Regierungsbezirk Darmstadt, Landkreis Alsfeld
- ab 1972: Bundesrepublik Deutschland, Hessen, Regierungsbezirk Darmstadt, Vogelsbergkreis, Gemeinde Gemünden (Felda)
- ab 1981: Bundesrepublik Deutschland, Hessen, Regierungsbezirk Gießen, Vogelsbergkreis, Gemeinde Gemünden (Felda)

### Gerichtszugehörigkeit seit 1803
In der Landgrafschaft Hessen-Darmstadt wurde mit Ausführungsverordnung vom 9. Dezember 1803 das Gerichtswesen neu organisiert. Für die Provinz Oberhessen wurde das Hofgericht Gießen als Gericht der zweiten Instanz eingerichtet. Die Rechtsprechung der ersten Instanz wurde durch die Ämter bzw. Standesherren vorgenommen und somit war für Ehringshausen das „Amt Homberg an der Ohm“ zuständig. Nach der Gründung des Großherzogtums Hessen 1806 wurden die Aufgaben der ersten Instanz 1821 im Rahmen der Trennung von Rechtsprechung und Verwaltung auf die neu geschaffenen Landgerichte übergingen. „Landgericht Homberg an der Ohm“ war daher von 1821 bis 1879 die Bezeichnung für das erstinstanzliche Gericht in Homberg an der Ohm, das für Ehringshausen zuständig war.
Anlässlich der Einführung des Gerichtsverfassungsgesetzes mit Wirkung vom 1. Oktober 1879, infolge derer die bisherigen großherzoglichen Landgerichte durch Amtsgerichte an gleicher Stelle ersetzt wurden, während die neu geschaffenen Landgerichte nun als Obergerichte fungierten, kam es zur Umbenennung in „Amtsgericht Homberg an der Ohm“ und Zuteilung zum Bezirk des Landgerichts Gießen. Am 15. Juni 1943 wurde das Gericht zur Zweigstelle des Amtsgerichtes Alsfeld, aber bereits wieder mit Wirkung vom 1. Juni 1948 in ein Vollgericht umgewandelt. Am 1. Juli 1968 erfolgte die Auflösung des Amtsgerichts Homberg und Ehringshausen wurde dem Bereich des Amtsgerichts Alsfeld zugeteilt.

## Bevölkerung

### Einwohnerstruktur 2011
Nach den Erhebungen des Zensus 2011 lebten am Stichtag dem 9. Mai 2011 in Ehringshausen 696 Einwohner. Darunter waren 12 (P,P %) Ausländer. Nach dem Lebensalter waren 117 Einwohner unter 18 Jahren, 294 zwischen 18 und 49, nnn zwischen 50 und 64 und nnn Einwohner waren älter. Die Einwohner lebten in 285 Haushalten. Davon waren 75 Singlehaushalte, 93 Paare ohne Kinder und 93 Paare mit Kindern, sowie 21 Alleinerziehende und keine Wohngemeinschaften.

### Einwohnerentwicklung
| • 1806: | 242 Einwohner, 49 Häuser           |
| • 1829: | 303 Einwohner, 52 Häuser           |
| • 1867: | 461 Einwohner, 76 bewohnte Gebäude |
| • 1875: | 457 Einwohner, 80 bewohnte Gebäude |

| Ehringshausen: Einwohnerzahlen von 1791 bis 2020 | Ehringshausen: Einwohnerzahlen von 1791 bis 2020 | Ehringshausen: Einwohnerzahlen von 1791 bis 2020 | Ehringshausen: Einwohnerzahlen von 1791 bis 2020 | Ehringshausen: Einwohnerzahlen von 1791 bis 2020 |
| --- | ------------------------------------------------ | ------------------------------------------------ | ------------------------------------------------ | ------------------------------------------------ |
| Jahr |                                                  |                                                  |                                                  | Einwohner                                        |
| 1791 | 1791                                             |                                                  | 247                                              | 247                                              |
| 1800 | 1800                                             |                                                  | 227                                              | 227                                              |
| 1806 | 1806                                             |                                                  | 242                                              | 242                                              |
| 1834 | 1834                                             |                                                  | 473                                              | 473                                              |
| 1840 | 1840                                             |                                                  | 436                                              | 436                                              |
| 1846 | 1846                                             |                                                  | 464                                              | 464                                              |
| 1852 | 1852                                             |                                                  | 448                                              | 448                                              |
| 1858 | 1858                                             |                                                  | 446                                              | 446                                              |
| 1864 | 1864                                             |                                                  | 450                                              | 450                                              |
| 1871 | 1871                                             |                                                  | 461                                              | 461                                              |
| 1875 | 1875                                             |                                                  | 457                                              | 457                                              |
| 1885 | 1885                                             |                                                  | 489                                              | 489                                              |
| 1895 | 1895                                             |                                                  | 498                                              | 498                                              |
| 1905 | 1905                                             |                                                  | 559                                              | 559                                              |
| 1910 | 1910                                             |                                                  | 568                                              | 568                                              |
| 1925 | 1925                                             |                                                  | 565                                              | 565                                              |
| 1939 | 1939                                             |                                                  | 811                                              | 811                                              |
| 1946 | 1946                                             |                                                  | 895                                              | 895                                              |
| 1950 | 1950                                             |                                                  | 881                                              | 881                                              |
| 1956 | 1956                                             |                                                  | 761                                              | 761                                              |
| 1961 | 1961                                             |                                                  | 724                                              | 724                                              |
| 1967 | 1967                                             |                                                  | 734                                              | 734                                              |
| 1970 | 1970                                             |                                                  | 725                                              | 725                                              |
| 1980 | 1980                                             |                                                  | ?                                                | ?                                                |
| 1990 | 1990                                             |                                                  | ?                                                | ?                                                |
| 2011 | 2011                                             |                                                  | 696                                              | 696                                              |
| 2015 | 2015                                             |                                                  | 622                                              | 622                                              |
| 2020 | 2020                                             |                                                  | 637                                              | 637                                              |
| Datenquelle: Historisches Gemeindeverzeichnis für Hessen: Die Bevölkerung der Gemeinden 1834 bis 1967. Wiesbaden: Hessisches Statistisches Landesamt, 1968. Weitere Quellen: ; Zensus 2011; Gemeinde Gemünden (Felda): Webarchiv (2015,2020) |                                                  |                                                  |                                                  |                                                  |

### Historische Religionszugehörigkeit
| • 1829: | 302 evangelische (= 99,67 %), ein jüdischer Einwohner                       |
| • 1961: | 616 evangelische (= 85,08 %), 102 römisch-katholische (= 14,09 %) Einwohner |

## Politik

### Ortsbeirat
Für Ehringshausen besteht ein Ortsbezirk (Gebiete der ehemaligen Gemeinde Ehringshausen) mit Ortsbeirat und Ortsvorsteher nach der Hessischen Gemeindeordnung.
Der Ortsbeirat besteht aus sieben Mitgliedern. Bei den Kommunalwahlen in Hessen 2021 betrug die Wahlbeteiligung zum Ortsbeirat 57 %. Alle Mitglieder gehören der „Dorfgemeinschaft Ehringshausen“ an. Der Ortsbeirat wählte Jörg Müller zum Ortsvorsteher.

### Wappen
Am 16. Dezember 1965 wurde der Gemeinde Ehringshausen im damaligen Landkreis Alsfeld ein Wappen mit folgender Blasonierung verliehen: Über schwarzem, mit einem silbernen Weberschiffchen belegten Schildfuß in dem von Rot und Gold gespaltenen Schild rechts ein halber, rotbezungter goldener Doppeladler mit silbernem Nimbus, links zwei rote Balken.